# 8 март
8 март е 67-ият ден в годината според григорианския календар (68-и през високосна година). Остават 298 дни до края на годината.

## Събития
- 1169 г. – Киев е превзет и опустошен от Андрей I Боголюбски, княз на Владимирско-Суздалското княжество
- 1722 г. – По заповед на Петър I в Петербург започват системно да наблюдават атмосферните условия.
- 1752 г. – Парижкият парламент забранява Енциклопедията на Дени Дидро.
- 1857 г. – Международен ден на жената: Жените от шивашки и текстилни предприятия в Ню Йорк излизат на протест против лошите условия на труд и ниските заплати.
- 1899 г. – Основан е германският футболен клуб Айнтрахт Франкфурт.
- 1910 г. – Френската авиаторка Реймонд де Ларош става първата жена, получила пилотски лиценз.
- 1917 г. – Начало на Февруарската революция в Русия: в Санкт Петербург работнички стачкуват, искат хляб и завръщането на съпрузите си от фронта.
- 1924 г. – В Ню Йорк е основана компанията Pan American Airways.
- 1944 г. – Балкарците стават жертва на Сталинските репресии. Всички са депортирани в Сибир и Средна Азия.
- 1948 г. – При разглеждане на делото „Маккол против Министерството на образованието“, Върховният съд на САЩ постановява, че религиозните инструкции в училищата противоречат на Конституцията на САЩ.
- 1957 г. – Египет отваря отново Суецкия канал.
- 1965 г. – Виетнамската война: САЩ изпращат първи военни групи от 3500 морски пехотинци в Южен Виетнам.
- 1966 г. – В Дъблин бойците на ИРА взривяват колона, издигната в чест на адмирал Хорацио Нелсън.
- 1971 г. – Бокс: Джо Фрейзър печели двубоя срещу Мохамед Али в три забележителни рунда.
- 1974 г. – Отворено е летището Шарл дьо Гол в Париж, Франция.
- 1983 г. – Студената война: В речта си пред Националната асоциация на евангелистите в Орландо, САЩ, американският президент Роналд Рейгън нарича СССР „империя на злото“.
- 1988 г. – Учреден е Общественият комитет за екологична защита на Русе – първата дисидентска организация в България.
- 2020 г. – Доказан е първи случай на Коронавирусната болест в България.

## Родени
- 1714 г. – Карл Филип Емануел Бах, германски композитор († 1788 г.)
- 1761 г. – Ян Потоцки, полски писател († 1815 г.)
- 1822 г. – Игнаци Лукашевич, полски изобретател († 1882 г.)
- 1875 г. – Франко Алфано, италиански композитор и пианист († 1954 г.)
- 1877 г. – Александър Яшченко, руски юрист († 1934 г.)
- 1879 г. – Ото Хан, германски химик, Нобелов лауреат († 1968 г.)
- 1898 г. – Димитър Митов, български литературен критик († 1962 г.)
- 1903 г. – Михалис Стасинопулос, президент на Гърция († 2002 г.)
- 1905 г. – Александър Родимцев, руски генерал († 1997 г.)
- 1907 г. – Константинос Георгиу Караманлис, министър-председател на Гърция († 1998 г.)
- 1914 г. – Олег Нейкирх, български шахматист († 1985 г.)
- 1917 г. – Петър Христосков, български музикант и композитор († 2006 г.)
- 1922 г. – Сид Чарис, американска актриса и танцьорка († 2008 г.)
- 1923 г. – Валтер Йенс, немски литературен историк († 2013 г.)
- 1928 г. – Коста Гоцов, български аграрен учен
- 1929 г. – Видин Даскалов, оперетен певец († 2001 г.)
- 1929 г. – Ебе Камарго, бразилска телевизионна водеща († 2012 г.)
- 1929 г. – Тодор Симов, български волейболист († 2020 г.)
- 1935 г. – Любен Костов, български футболист
- 1936 г. – Вик Неес, белгийски композитор († 2013 г.)
- 1939 г. – Лидия Скобликова, руска състезателка по бързо каране на кънки
- 1941 г. – Иван Илиеф, белгийски политик
- 1943 г. – Лин Редгрейв, британска актриса († 2010 г.)
- 1950 г. – Цветана Каменова, български юрист († 2018 г.)
- 1953 г. – Чавдар Цветков, български футболист
- 1954 г. – Ели Скорчева, българска актриса
- 1958 г. – Гари Нюман, британски певец
- 1961 г. – Мая Хадерлап, австрийска писателка
- 1962 г. – Силвия Русинова, българска актриса
- 1967 г. – Велизар Бинев, български актьор
- 1971 г. – Александър Воронов, български актьор
- 1974 г. – Николай Праматаров, български футболист
- 1977 г. – Милена Маркова, българска актриса
- 1984 г. – Дьорд Гарич, австрийски футболист

## Починали
- 1144 г. – Целестин II, римски папа
- 1702 г. – Уилям III, крал на Англия (* 1650 г.)
- 1869 г. – Ектор Берлиоз, френски композитор (* 1803 г.)
- 1873 г. – Робърт Уилям Томсън, шотландски изобретател (* 1822 г.)
- 1874 г. – Милърд Филмор, 13-и президент на САЩ (* 1800 г.)
- 1909 г. – Леон Тери, френски автомобилен състезател (* 1879 г.)
- 1917 г. – Фердинанд фон Цепелин, германски генерал (* 1838 г.)
- 1923 г. – Йоханес ван дер Ваалс, холандски физик, Нобелов лауреат (* 1837 г.)
- 1941 г. – Шъруд Андерсън, американски писател (* 1876 г.)
- 1942 г. – Хосе Раул Капабланка, кубински шахматист (* 1888 г.)
- 1958 г. – Петър Дървингов, идеолог на Македоно-Одринското опълчение (* 1875 г.)
- 1970 г. – Лео Конфорти, български актьор (* 1911 г.)
- 1971 г. – Харолд Лойд, американски актьор (* 1893 г.)
- 1974 г. – Тодор Герасимов, български археолог и нумизмат (* 1903 г.)
- 1975 г. – Джордж Стивънс, американски режисьор (* 1904 г.)
- 1983 г. – Петко Попганчев, български офицер, летец (* 1905 г.)
- 1984 г. – Ангел Тодоров, български актьор (* 1897 г.)
- 1986 г. – Хуберт Фихте, немски писател (* 1935 г.)
- 1988 г. – Хенрик Шеринг, мексикански цигулар от полски произход (* 1918 г.)
- 1992 г. – Сергей Образцов, руски артист (* 1901 г.)
- 1999 г. – Джо ди Маджо, американски бейзболист (* 1914 г.)
- 2001 г. – Моско Москов, български езковед (* 1927 г.)
- 2005 г. – Аслан Масхадов, чеченски лидер (* 1951 г.)
- 2014 г. – Лари Скот, американски културист (* 1938 г.)
- 2017 г. – Георги Данаилов, български писател (* 1936 г.)

## Празници
- Международен ден на жената (ООН)
- Световен ден за профилактика на бъбречните заболявания (отбелязва се от 2006 г. през втория четвъртък на март по инициатива на Международното дружество по нефрология и на Международната федерация на фондациите за бъбречни болести) (за 2012 г.)
- Замбия – Ден на младежта
- Либерия – Ден в памет на загиналите герои
- Малайзия – Ден на султана
- Сирия – Ден на революцията
- Православна църква – Ден в памет на свещеномъченик Поликарп